# Asmate
Asmate is een geslacht van vlinders uit de familie van de spanners (Geometridae) en de onderfamilie Ennominae.

## Soorten
- A. aequifasciata Jaquemin, 1931
- A. arenacearia Schiffermüller
- A. binaevata Mabille, 1869
- A. clathrata Linnaeus, 1758
- A. convergata Villers, 1789
- A. glarearia Schiffermüller, 1775
- A. jahandiezi Oberthür, 1922
- A. jordanaria Staudinger, 1901
- A. narbonea Linnaeus, 1767
- A. rippertaria Duponchel, 1830
- A. setaria Schaus, 1898
- A. tancrearia Staudinger, 1842